# Jogos Olímpicos de Inverno de 2022
Os Jogos Olímpicos de Inverno de 2022 (chinês: 第二十四届冬季奥林匹克运动会, pinyin: Dì Èrshísì Jiè Dōngjì Àolínpǐkè Yùndònghuì), conhecidos oficialmente como Jogos da XXIV Olimpíada de Inverno e mais comumente Pequim 2022, foi um evento multiesportivo realizado entre 4 e 20 de fevereiro na capital da China, Pequim, como sede principal, juntamente com a subsede de Yanqing, na província vizinha de Hebei. Foi a terceira edição consecutiva dos Jogos Olímpicos realizada na Ásia, depois de Pyeongchang 2018 e Tóquio 2020. Pequim foi a sexta cidade na história a sediar os Jogos duas vezes, mas a primeira em sediar tanto os Jogos de Verão (2008) quanto os de Inverno. Além disso, foi a maior cidade a sediar os Jogos Olímpicos de Inverno, título que anteriormente pertencia a Vancouver pelos Jogos Olímpicos de Inverno de 2010.
Foram os primeiros Jogos Olímpicos de Inverno da história a serem realizados em solo chinês e teve um orçamento estimado em 3,9 bilhões de dólares, menos de um décimo do que foi investido (43 bilhões de dólares) nos Jogos Olímpicos de Verão de 2008.
A chama olímpica dos Jogos de Pequim foi acesa em Atenas, capital da Grécia, mas sem a presença do público ainda devido as restrições causadas pela pandemia de COVID-19. A cerimônia de abertura dos Jogos Olímpicos de Inverno de Pequim ocorreu em 4 de fevereiro, dois dias após o início das competições.

## Processo de candidatura
O processo de candidatura para os Jogos Olímpicos de Inverno de 2022 foi aberto pelo Comitê Olímpico Internacional (COI) em outubro de 2012, com a data limite de 14 de novembro de 2013. Em um processo tumultuado, o quadro executivo da entidade recebeu todas as propostas em 14 de julho de 2014, e escolheu Oslo, na Noruega, Almaty, no Cazaquistão, e Pequim como as cidades candidatas. Oslo retirou sua candidatura em outubro, deixando Pequim e Almaty como candidatas restantes.
Pequim foi escolhida por maioria simples (44 a 40) em 31 de julho de 2015, na 128.ª Sessão do COI em Kuala Lumpur, capital da Malásia.
| Cidade | Comitê Olímpico Nacional | Votos |
| ------ | ------------------------ | ----- |
| Pequim | China                    | 44    |
| Almaty | Cazaquistão              | 40    |

## Preparação

### Transportes
A  Ferrovia Pequim–Baotou ganhou uma nova linha que liga Pequim diretamente para Zhangjiakou, começando da Estação Ferroviária do  Norte de Pequim, e terminando na Estação Ferroviária do Sul de Zhangjiakou. Esperava-se que a velocidade máxima da ferrovia chegue a 350 km/h, com a expectativa de que o tempo de viagem entre o centro de Pequim e o distrito fosse de 50 minutos.
A expansão do Metropolitano de Pequim continuou, com o projeto sendo completado em 2021 com as 24 linhas planejadas em pleno funcionamento, juntamente com várias estações reformadas. As linhas expressas e várias rodovias em volta da cidade foram expandidas e recapeadas.
Contudo, a principal obra de transporte foi o Aeroporto Internacional de Pequim-Daxing, inaugurado em setembro de 2019. Projetado para receber até 72 milhões de passageiros por ano, o novo aeroporto levou menos de cinco anos para ser construído, ao custo de 17 bilhões de dólares. Uma das principais funções desta obra foi aliviar o desproporcional tráfego aéreo do norte da China, bem como diminuir as demandas crescentes dos aeroportos de Pequim-Capital, Tianjin Binhai, Shijiazhuang Zhengding e Qinhuangdao Shanhaiguan, além de substituir as atividades que eram realizadas no Aeroporto de Pequim Nanyuan que precisou ser fechado.

## Os jogos

### Locais de competição

Locais de competição dos Jogos de Pequim

Em 31 de julho de 2015, o Comitê de Candidatura de Pequim 2022 revelou seus planos relacionados aos Jogos: a cidade iria reutilizar a área do Olympic Green construída para os Jogos Olímpicos de Verão de 2008, com o Estádio Nacional de Pequim novamente sediando as cerimônias de abertura e encerramento, o Estádio Nacional Indoor de Pequim sendo o local principal dos jogos dos torneios de hóquei no gelo, o Centro Aquático Nacional de Pequim sediando o curling e o Centro de Convenções Nacional da China novamente a função de centro de transmissão e mídia (IBC/MBC). Também construído em 2008, a Wukesong Arena sediou os jogos secundários do hóquei no gelo e o Ginásio Indoor da Capital as competições de patinação no gelo e patinação de velocidade em pista curta. A área ainda recebeu a construção do Oval Nacional de Patinação de Velocidade e de novos prédios residenciais com a segunda Vila Olímpica.
As competições de luge, skeleton bobsleigh, além do esqui alpino, foram realizados nas montanhas de Xiaohaituo, localizados no Distrito de Yanqing, estando a 90 km do centro da cidade. Ao contrário das edições anteriores, estes locais sediaram os eventos com neve artificial devido a raridade da mesma em condições naturais na região. Todos os outros eventos de neve foram realizados na Área de Taizicheng, localizada no Distrito de Chongli, dentro da cidade de Zhangjiakou, na província vizinha de Hebei que está a mais de 220 km do centro de Pequim e a 130 km da Área de Xiaohaituo. Com a adição do big air no programa olímpico, a partir de 2018, o COI aprovou a construção de uma rampa de forma provisória no Distrito de Shijingshan. A escolha da área foi consequência de um projeto de reurbanização da área, que durante muitos anos foi uma principais áreas industriais da China e desde a implantação de novas políticas ambientais no país a área ficou abandonada.

#### Zona de Pequim
Olympic Green

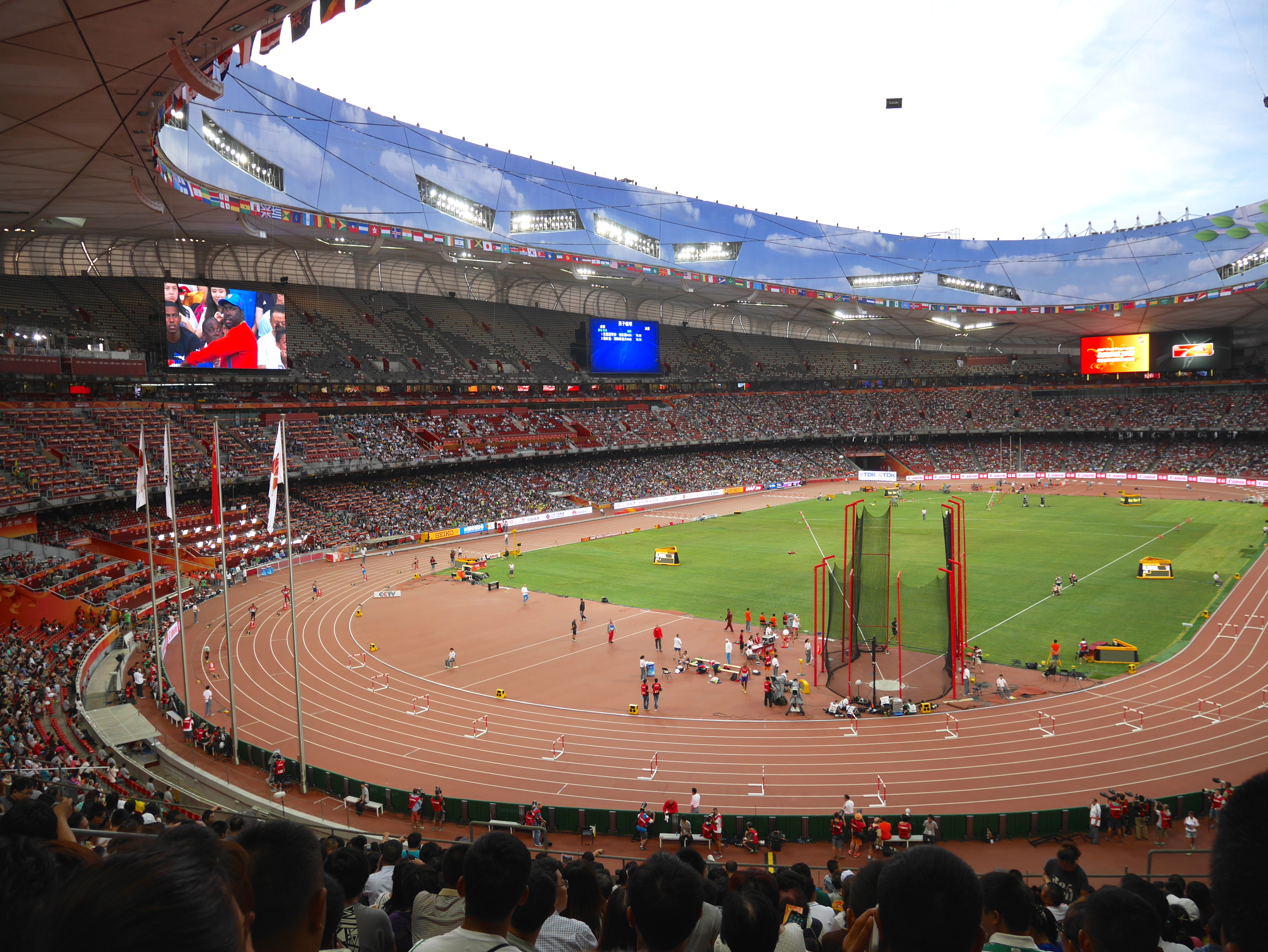
Estádio Nacional de Pequim, local das cerimônias de abertura e encerramento

- Estádio Nacional de Pequim – Cerimônias de Abertura e Encerramento;
- Centro Aquático Nacional de Pequim – curling;
- Estádio Nacional Indoor de Pequim – hóquei no gelo;
- Oval Nacional de Patinação – patinação de velocidade;
- Centro de Convenções Nacional da China – MBC/IBC.

A nova Vila Olímpica foi construída ao sul do Olympic Green, do lado do Centro Esportivo Olímpico Nacional da China, pois desde meados de 2009 a Vila Olímpica construída para os Jogos de Verão de 2008 está ocupada.
Outros locais
- Ginásio Indoor da Capital – patinação de velocidade em pista curta e patinação artística;
- Estádio Indoor Wukesong – hóquei no gelo;
- Big Air Shougang – snowboard e esqui estilo livre (big air).[12]

#### Zona de Yanqing
- Centro Nacional de Esqui Alpino – esqui alpino;
- Centro Nacional de Deslizamento – bobsleigh, luge e skeleton;
- Vila Olímpica de Yanqing.

#### Zona de Zhangjiakou
Chongli
A área de Chongli, dentro da cidade de Zhangjiakou, sediou a maioria dos eventos, sendo o epicentro das provas de esqui nórdico. O resort teve um lucro de mais de 1,54 bilhões de renminbi (237,77 milhões de dólares) em atividades relacionadas ao turismo durante a temporada de inverno de 2015–16, um crescimento de 31,6% em relação a temporada de 2014–15. No final de 2016, foi anunciado que Chongli recebeu 2,1 milhões de turistas, um aumento de 30% em relação à temporada anterior. As temporadas de esqui no resort vão normalmente de novembro a março e a área de Chongli sediou 36 competições e atividades de esportes de inverno no período pré-olímpico. Um total de 23 campos de treinamento em esqui também foram realizados, atraindo a participação de 3 800 jovens, com novas áreas prontas no final de 2020.
- Centro Nacional de Saltos Snow Ruyi – salto de esqui e combinado nórdico;
- Centro Nacional de Cross-Country – esqui cross-country e combinado nórdico;
- Centro Nacional de Biatlo – biatlo;
- Genting Snow Park – snowboard e esqui estilo livre;
  - Parque A – skicross e snowboard cross
  - Parque B – halfpipe e slopestyle
  - Parque C – aerials e moguls
- Praça das Medalhas de Zhangjiakou;
- Vila Olímpica de Zhangjiakou.

### Programa esportivo
O programa dos jogos, com 102 finais divididas em 7 esportes, incluindo as três modalidades da patinação (artística, velocidade e velocidade em pista curta), as seis disciplinas do esqui (alpino, cross-country, estilo livre, combinado nórdico, salto de esqui e snowboard) e os três eventos de deslizamento sobre o gelo (bobsleigh, skeleton e luge). Os outros três esportes foram o biatlo, o curling e hóquei no gelo. Em 18 de julho de 2018, durante uma reunião do Quadro Executivo do Comitê Olímpico Internacional em Lausanne, foi anunciada a expansão do programa olímpico de inverno. Três novos eventos individuais foram adicionados: a prova individual feminina no bobsleigh e a entrada das provas do big air no esqui estilo livre (masculino e feminino). Provas de equipes mistas foram adicionadas ao aerials, ao salto de esqui e ao snowboard. Somada a estas provas, também houve uma terceira prova de revezamento na patinação de velocidade em pista curta (revezamento misto). Com esta expansão, o programa teve 109 finais. Além disso, uma demanda da Federação Internacional de Hóquei no Gelo foi aceita, com o número de times participantes no torneio feminino de hóquei no gelo subindo de 8 para 10.
| - Biatlo (11) - Bobsleigh (4) - Combinado nórdico (3) - Curling (3) - Esqui alpino (11) - Esqui cross-country (12) - Esqui estilo livre (13) - Hóquei no gelo (2) | - Luge (4) - Patinação artística (5) - Patinação de velocidade (14) - Patinação de velocidade em pista curta (9) - Salto de esqui (5) - Skeleton (2) - Snowboard (14) |

### Calendário
As datas dos eventos seguem o fuso horário de Pequim (UTC+8).
| CA | Cerimônia de abertura | ● | Competições | 1 | Finais | GE | Exibição de gala | CE | Cerimônia de encerramento |

| Fevereiro                              | Fevereiro                              | 2 Q | 3 Q | 4 S | 5 S | 6 D | 7 S | 8 T | 9 Q | 10 Q | 11 S | 12 S | 13 D | 14 S | 15 T | 16 Q | 17 Q | 18 S | 19 S | 20 D | Eventos |
| -------------------------------------- | -------------------------------------- | --- | --- | --- | --- | --- | --- | --- | --- | ---- | ---- | ---- | ---- | ---- | ---- | ---- | ---- | ---- | ---- | ---- | ------- |
| Cerimônias                             | Cerimônias                             |     |     | CA  |     |     |     |     |     |      |      |      |      |      |      |      |      |      |      | CE   | —       |
| Biatlo                                 | Biatlo                                 |     |     |     | 1   |     | 1   | 1   |     |      | 1    | 1    | 2    |      | 1    | 1    |      | 1    | 1    |      | 11      |
| Bobsleigh                              | Bobsleigh                              |     |     |     |     |     |     |     |     |      |      |      | ●    | 1    | 1    |      |      | ●    | 1    | 1    | 4       |
| Combinado nórdico                      | Combinado nórdico                      |     |     |     |     |     |     |     | 1   |      |      |      |      |      | 1    |      | 1    |      |      |      | 3       |
| Curling                                | Curling                                | ●   | ●   | ●   | ●   | ●   | ●   | 1   | ●   | ●    | ●    | ●    | ●    | ●    | ●    | ●    | ●    | ●    | 1    | 1    | 3       |
| Esqui alpino                           | Esqui alpino                           |     |     |     |     |     | 2   | 1   | 1   | 1    | 1    |      | 1    |      | 1    | 1    | 1    |      | 1    |      | 11      |
| Esqui cross-country                    | Esqui cross-country                    |     |     |     | 1   | 1   |     | 2   |     | 1    | 1    | 1    | 1    |      |      | 2    |      |      | 1    | 1    | 12      |
| Esqui estilo livre                     | Esqui estilo livre                     |     | ●   |     | 1   | 1   | ●   | 1   | 1   | 1    |      |      | ●    | 2    | 1    | 1    | 1    | 2    | 1    |      | 13      |
| Hóquei no gelo                         | Hóquei no gelo                         |     | ●   | ●   | ●   | ●   | ●   | ●   | ●   | ●    | ●    | ●    | ●    | ●    | ●    | ●    | 1    | ●    | ●    | 1    | 2       |
| Luge                                   | Luge                                   |     |     |     | ●   | 1   | ●   | 1   | 1   | 1    |      |      |      |      |      |      |      |      |      |      | 4       |
| Patinação artística                    | Patinação artística                    |     |     | ●   |     | ●   | 1   | ●   |     | 1    |      | ●    |      | 1    | ●    |      | 1    | ●    | 1    | GE   | 5       |
| Patinação de velocidade                | Patinação de velocidade                |     |     |     | 1   | 1   | 1   | 1   |     | 1    | 1    | 1    | 1    |      | 2    |      | 1    | 1    | 2    |      | 14      |
| Patinação de velocidade em pista curta | Patinação de velocidade em pista curta |     |     |     | 1   |     | 2   |     | 1   |      | 1    |      | 2    |      |      | 2    |      |      |      |      | 9       |
| Salto de esqui                         | Salto de esqui                         |     |     |     | 1   | 1   | 1   |     |     |      | ●    | 1    |      | 1    |      |      |      |      |      |      | 5       |
| Skeleton                               | Skeleton                               |     |     |     |     |     |     |     |     | ●    | 1    | 1    |      |      |      |      |      |      |      |      | 2       |
| Snowboard                              | Snowboard                              |     |     |     | ●   | 1   | 1   | 2   | 1   | 2    | 1    | 1    |      | ●    | 2    |      |      |      |      |      | 11      |
| Total de eventos                       | Total de eventos                       | 0   | 0   | 0   | 6   | 7   | 8   | 10  | 6   | 8    | 7    | 6    | 7    | 5    | 9    | 7    | 6    | 4    | 9    | 4    | 109     |
| Total acumulado                        | Total acumulado                        | 0   | 0   | 0   | 6   | 13  | 21  | 31  | 37  | 45   | 52   | 58   | 65   | 70   | 79   | 86   | 92   | 96   | 105  | 109  | 109     |
| Fevereiro                              | Fevereiro                              | 2 Q | 3 Q | 4 S | 5 S | 6 D | 7 S | 8 T | 9 Q | 10 Q | 11 S | 12 S | 13 D | 14 S | 15 T | 16 Q | 17 Q | 18 S | 19 S | 20 D | Eventos |

### Países participantes
Em 17 de dezembro de 2020, a Corte Arbitral do Esporte (CAS) proibiu a participação da Rússia em todos os eventos esportivos até o final de 2022, após a condenação por manipulação de testes, inclusão de mostras falsas em testes antidoping e destruição de arquivos. Porém, os atletas classificados puderam participar dos Jogos Olímpicos e Paralímpicos sem usar o nome ou o hino do país, sendo tratados como Comitê Olímpico Russo (ROC), nome que foi adotado a partir dos Jogos Olímpicos de Verão de 2020, quando passou a valer a suspensão do país.
Em 8 de setembro de 2021, o Comitê Olímpico Internacional anunciou a suspensão da Coreia do Norte dos Jogos Olímpicos de Inverno devido ao boicote realizado durante as Olimpíadas de Tóquio, sob temores de risco de seus atletas devido ao contágio da COVID-19. Assim como a Rússia, o país poderia participar dos jogos, mas usando a bandeira do COI. Em 7 de janeiro de 2022, o país decidiu não participar mais dos jogos, alegando "forças hostis" como a responsável pela sua punição, além das restrições causadas pela COVID-19.
Essa edição marcou a estreia da Arábia Saudita e do Haiti nos Jogos de Inverno.
| \| - ALB Albânia (1) - GER Alemanha (149) - AND Andorra (5) - KSA Arábia Saudita (1) - ARG Argentina (6) - ARM Armênia (6) - AUS Austrália (44) - AUT Áustria (106) - AZE Azerbaijão (2) - BEL Bélgica (19) - BLR Bielorrússia (29) - BOL Bolívia (2) - BIH Bósnia e Herzegovina (6) - BRA Brasil (10) - BUL Bulgária (16) - CAN Canadá (215) - KAZ Cazaquistão (34) - CHI Chile (4) - CYP Chipre (1) - CHN China (173) (sede) - COL Colômbia (3) - KOR Coreia do Sul (64) - CRO Croácia (11) \| - DEN Dinamarca (62) - ECU Equador (1) - ERI Eritreia (1) - SVK Eslováquia (50) - SLO Eslovênia (44) - ESP Espanha (14) - USA Estados Unidos (224) - EST Estônia (26) - PHI Filipinas (1) - FIN Finlândia (95) - FRA França (86) - GHA Gana (1) - GEO Geórgia (9) - GBR Grã-Bretanha (50) - GRE Grécia (5) - HAI Haiti (1) - HKG Hong Kong (3) - HUN Hungria (14) - ISV Ilhas Virgens Americanas (1) - IND Índia (1) - IRI Irã (3) - IRL Irlanda (6) - ISL Islândia (5) \| - ISR Israel (6) - ITA Itália (118) - JAM Jamaica (6) - JPN Japão (124) - KOS Kosovo (2) - LAT Letônia (58) - LBN Líbano (3) - LIE Liechtenstein (2) - LTU Lituânia (13) - LUX Luxemburgo (2) - MAD Madagascar (2) - MAS Malásia (2) - MLT Malta (1) - MAR Marrocos (1) - MEX México (4) - MDA Moldávia (5) - MON Mônaco (3) - MGL Mongólia (2) - MNE Montenegro (3) - NGR Nigéria (1) - NOR Noruega (84) - NZL Nova Zelândia (15) - NED Países Baixos (41) \| - PAK Paquistão (1) - PER Peru (1) - POL Polônia (57) - PUR Porto Rico (2) - POR Portugal (3) - KGZ Quirguistão (1) - CZE República Checa (113) - MKD Macedônia do Norte (3) - ROC (212) - ROU Romênia (21) - ASA Samoa Americana (1) - SMR San Marino (2) - SRB Sérvia (2) - SWE Suécia (116) - SUI Suíça (167) - THA Tailândia (4) - TPE Taipé Chinês (4) - TLS Timor-Leste (1) - TTO Trinidad e Tobago (2) - TUR Turquia (7) - UKR Ucrânia (45) - UZB Uzbequistão (1) \| | | | |
| - ALB Albânia (1) - GER Alemanha (149) - AND Andorra (5) - KSA Arábia Saudita (1) - ARG Argentina (6) - ARM Armênia (6) - AUS Austrália (44) - AUT Áustria (106) - AZE Azerbaijão (2) - BEL Bélgica (19) - BLR Bielorrússia (29) - BOL Bolívia (2) - BIH Bósnia e Herzegovina (6) - BRA Brasil (10) - BUL Bulgária (16) - CAN Canadá (215) - KAZ Cazaquistão (34) - CHI Chile (4) - CYP Chipre (1) - CHN China (173) (sede) - COL Colômbia (3) - KOR Coreia do Sul (64) - CRO Croácia (11) | - DEN Dinamarca (62) - ECU Equador (1) - ERI Eritreia (1) - SVK Eslováquia (50) - SLO Eslovênia (44) - ESP Espanha (14) - USA Estados Unidos (224) - EST Estônia (26) - PHI Filipinas (1) - FIN Finlândia (95) - FRA França (86) - GHA Gana (1) - GEO Geórgia (9) - GBR Grã-Bretanha (50) - GRE Grécia (5) - HAI Haiti (1) - HKG Hong Kong (3) - HUN Hungria (14) - ISV Ilhas Virgens Americanas (1) - IND Índia (1) - IRI Irã (3) - IRL Irlanda (6) - ISL Islândia (5) | - ISR Israel (6) - ITA Itália (118) - JAM Jamaica (6) - JPN Japão (124) - KOS Kosovo (2) - LAT Letônia (58) - LBN Líbano (3) - LIE Liechtenstein (2) - LTU Lituânia (13) - LUX Luxemburgo (2) - MAD Madagascar (2) - MAS Malásia (2) - MLT Malta (1) - MAR Marrocos (1) - MEX México (4) - MDA Moldávia (5) - MON Mônaco (3) - MGL Mongólia (2) - MNE Montenegro (3) - NGR Nigéria (1) - NOR Noruega (84) - NZL Nova Zelândia (15) - NED Países Baixos (41) | - PAK Paquistão (1) - PER Peru (1) - POL Polônia (57) - PUR Porto Rico (2) - POR Portugal (3) - KGZ Quirguistão (1) - CZE República Checa (113) - MKD Macedônia do Norte (3) - ROC (212) - ROU Romênia (21) - ASA Samoa Americana (1) - SMR San Marino (2) - SRB Sérvia (2) - SWE Suécia (116) - SUI Suíça (167) - THA Tailândia (4) - TPE Taipé Chinês (4) - TLS Timor-Leste (1) - TTO Trinidad e Tobago (2) - TUR Turquia (7) - UKR Ucrânia (45) - UZB Uzbequistão (1) |

## Quadro de medalhas
País sede destacado.
| Ordem                                                                                      | País               | Medalha de ouro | Medalha de prata | Medalha de bronze |    |
| ------------------------------------------------------------------------------------------ | ------------------ | --------------- | ---------------- | ----------------- | -- |
| 1                                                                                          | NOR Noruega        | 16              | 8                | 13                | 37 |
| 2                                                                                          | GER Alemanha       | 12              | 10               | 5                 | 27 |
| 3                                                                                          | CHN China          | 9               | 4                | 2                 | 15 |
| 4                                                                                          | USA Estados Unidos | 8               | 10               | 7                 | 25 |
| 5                                                                                          | SWE Suécia         | 8               | 5                | 5                 | 18 |
| 6                                                                                          | NED Países Baixos  | 8               | 5                | 4                 | 17 |
| 7                                                                                          | AUT Áustria        | 7               | 7                | 4                 | 18 |
| 8                                                                                          | SUI Suíça          | 7               | 2                | 5                 | 14 |
| 9                                                                                          | ROC                | 6               | 12               | 14                | 32 |
| 10                                                                                         | FRA França         | 5               | 7                | 2                 | 14 |
| Brasil e Portugal, os países lusófonos participantes dos Jogos, não conquistaram medalhas. |                    |                 |                  |                   |    |

## Expansão do programa olímpico
Diversas propostas para inclusão de novos eventos foram feitas no período entre 2016 a 2018. A primeira foi feita pela Federação Internacional de Esqui (FIS), em outubro de 2017, que anunciou que iria sancionar competições femininas do combinado nórdico com o objetivo de que as mulheres pudessem competir em Pequim, o que não aconteceu. O esporte é o único do programa olímpico exclusivo para homens. Em novembro de 2017, a mesma federação propôs a adição de mais três eventos: um torneio misto de salto de esqui e a disputa das competições do big air dentro dos eventos do esqui estilo livre.
A Federação Internacional de Luge (FIL) propôs a adição de seis novos eventos. Isso incluía os eventos em uma pista natural de luge (competições individuais de homens e mulheres), uma prova de duplas femininas na pista artificial, além provas de sprint (individual e duplas). Já a Federação Internacional de Patinagem (ISU) propôs a adição da patinação sincronizada como um evento dentro do programa da patinação artística. Uma outra proposta era a de que uma prova mista entrasse no programa, sendo esta uma prova de pontos por equipes ou um revezamento.
A União Internacional de Biatlo (IBU), fez uma proposta da adição de um segundo revezamento misto com distância diferente da prova para complementar um evento que já existe no programa. A Federação Internacional de Bobsleigh e Skeleton (IBSF) propôs três novos eventos: monobob feminino, a adição da prova do quarteto feminino e de uma outra prova que envolveria competições mistas.
Ao analisar as demandas dessas federações, o COI anunciou em julho de 2018 os sete eventos adicionados no programa: o monobob feminino, as provas do big air no esqui estilo livre e os eventos por equipes mistas no aerials, salto de esqui e snowboard, além da prova do revezamento misto na patinação de velocidade em pista curta. Dentre os eventos já existentes, o COI também confirmou o aumento do número de equipes inscritas para o torneio de hóquei no gelo feminino (de 8 para 10).

## Direitos de transmissão
Como nos anos anteriores, a Olympic Broadcasting Services (OBS) produziu o feed mundial para as emissoras locais utilizarem em suas coberturas. Na maioria das regiões, os direitos de transmissão foram comercializados junto com os dos Jogos Olímpicos de Inverno de 2014, tendo como exemplo o Grupo Globo e a NBCUniversal, que garantiram os direitos de transmissão de todas as versões dos Jogos Olímpicos até 2032. Pela Europa, os jogos foram transmitidos pelo Eurosport, contrato que vai até 2024. Na China, país sede, os jogos foram transmitidos pela emissora pública CCTV.